# Důvtipná kavárnice
Důvtipná kavárnice (v italském originále La caffettiera di spirito) je opera buffa (commedia per musica) o dvou jednáních českého skladatele Františka Josefa (Benedikta) Dusíka na libreto neznámého autora. Její premiéru uvedlo 26. prosince 1806 milánské divadlo Teatro Carcano.

## Vznik, historie a charakteristika
Skladatel František Josef Dusík po pobytu v Lublani (1790–1800) opustil toto město a svou rodinu a v následující době Napoleonských válek pobýval na různých místech v severní Itálii, kde působil jako vojenský kapelník u různých vojsk a současně komponoval pro italská divadla opery, vesměs v žánru opera buffa. Zpočátku – ještě roku 1805 – působil v Benátkácch, ale v polovině prvního desetiletí 19. století přesídlil do Lombardie, jak dokládají místa premiér jeho oper z této doby (především Milán, ale též Brescia, Bergamo, Cremona). Rok 1806 byl v jeho tvorbě zvlášť úspěšný: po uvedení opery komické opery Hochštapler na počátku roku v Brescii uvedlo na počátku podzimní sezóny jeho další komickou operu Lenní paní přední operní divadlo regionu, milánské Teatro alla Scala, a rok zakončil na svatého Štěpána premiérou třetí komické opery Důvtipná kavárnice.
Libreto uvádí, že hudbu napsal „slavný pan Maestro Dussech zvaný Cormundi“. Spolu s operou byl hrán i balet, jehož název a autora hudby neznáme; Dusíkův životopisec Matjaž Barbo se domnívá, že mohl jím být samotný Dusík, u něhož je autorství doloženo u jiných baletů. Autor libreta není zmiňován. Operu uvedlo jen tři roky staré Teatro Carcano, které se v 19. století vypracovalo ve významnou operní scénu, jež uvedla řadu premiér děl, která nenašla místo ve slavnější a konzervativnější La Scale.
Milánský časopis Il corriere delle dame publikoval nepříznivou recenzi této opery. „Libreto slibuje Důvtipnou kavárnici, ale básník, který ho napsal, a Maestro Dusík, který ho uvedl v hudbu, mnoho důvtipu neprokázali. Verše bez poezie, děj bez jednoty, bez pravdivosti, hudba, která zvučí, a téměř nikdy nezpívá, to je zásluha jednoho a druhého. Je podivné a téměř nepochopitelné, že pan Dusík, který nedávno utrpěl ránu s Lenní paní, v níž obětoval tak slavnou pěvkyni paní Cafforiniovou, se nijak nenapravil, když hotovil hudbu pro paní Ferlendisovou […] Ještě štěstí, že skladatel nemohl ovlivnit komiku paní Ferlendisové, jinak by byl jednu z nejlepších hereček proměnil v Pygmalionovu sochu. Snad že Maestro Dusík špatně pochopil nebo špatně přečetl nadpis libreta; jeho hudba je celá psána v tak přízemních tónech, že je vhodnější pro nějakou kantýnskou v kantýně, než pro kavárnici v kavárně.“ Připomínal, že podobného názoru bylo i obecenstvo – snad až na milostný duet v prvním dějství – a doporučoval divadlu, aby se pro příště podobných zakázek vyvarovalo.
O případných jiných inscenacích Důvtipné kavárnice nejsou zprávy, její libreto a partitura se však dochovaly.

## Osoby a první obsazení
| osoba                                     | hlasový obor | premiéra (26. prosince 1806) |
| ----------------------------------------- | ------------ | ---------------------------- |
| Giannina, kavárnice                       | soprán       | Camilla Braccialdi Ferlendis |
| Lisetta, její komorná                     | soprán       | Carolina Chiappa             |
| Hrabě Almasia, španělský grand            | tenor        | Filippo Vagner               |
| Brigantino, dobrodruh, Gianninin bratr    | bas buffo    | Gerolamo Crociati            |
| Don Pubblico, zamilovaný do Gianniny      | bas buffo    | Gaetano Bonacore             |
| Hrabě Brocoli, zamilovaný do Gianniny     | bas buffo    | Giuseppe Corbetta            |
| Eugenia, bývalá milenka hraběte Brocoliho | alt          | Maria Giuliani               |
| Číšníci, hosté (sbor)                     |              |                              |
| Dirigent: Luigi Crippa                    |              |                              |
| Kostýmy: Domenico Mercantelli             |              |                              |
| Choreografie: Antonio Landini             |              |                              |

## Děj opery
Odehrává se v Lisabonu.

### 1. dějství
(1. obraz – Vnitřek kavárny s kulečníkovým stolem) Číšníci v Gianninině kavárně jsou v plném kole: je hezký den a kynou vysoké tržby. Na svém místě je už stálý host don Pubblico, zamilovaný stejně jako všichni do sličné kavárnice, ale také velký neruda a nezdvořák – nadto bez peněz, jak si o něm vypravují hlavní číšník Figaro a Gianninina komorná Lisetta (introdukce Su' presto in ordine). Giannina s potěšením pozoruje přičinlivý personál a žádá Figara o zvláštní lekci biliáru, brzy ji to však přestane bavit. Figaro jí připomíná svou věrnou lásku. Giannina mu potvrzuje, že i ona ho miluje, a oba jsou na chvíli šťastní (duet Più dritta, conviene). Ale když Figaro začne mluvit o svatbě, kavárnice ho zastavuje; prý si ho vezme, ale čas k tomu určí sama. Figaro rozmrzele odejde a Giannina se směje jeho bláhovosti. Má nápadníků na každém prstě deset a všem tvrdí, že je miluje, momentálně však má nejraději svou svobodu. Lisetta hodlá následovat příklad své paní: nejprve chce plně využít svého mládí, láskou se bude vážně zabývat až později (árie Finchè mi ride in viso).
Don Pubblico si přivolává Figara, s velkými okolky u něj objednává kávu a přitom vyzvídá nejrůznější informace o jeho zaměstnavatelce. Když mu je Figaro odmítne dát, vzteká se (duet Madama, mio signore).
Dalším nápadníkem je hrabě Brocoli. Ten kdysi miloval donnu Eugenii, již opustil. Eugenia ho vystopovala až sem v převlečení za důstojníka a předstírá, že je jeho sokem v lásce u Gianniny. Když na sebe hrabě a Eugenia narazí, dojde proto málem k souboji, jenže Giannina je rázně přeruší (tercet Contro un' empio, un disleale). Není přesvědčena upřímností citů ani jednoho, ani druhého, a don Pubblico a Figaro u ní nepochodí lépe. Nápadníci ji přemlouvají, ať se rozhodne, a Giannina svoluje. Rozstřihne stuhu na pět dílů a ten z nich, který si vytáhne ten nejdelší, bude jejím ženichem. Jenže pánové si vytáhnou čtyři stejně dlouhé stužky a ten nejdelší – a tedy i svoboda – zůstává Giannině (kvintet Tutti quanti miei signori). Všichni odcházejí zklamaně, ale don Pubblico je přesvědčen, že nakonec vyhraje, protože všichni ostatní nápadníci jsou směšně vyfintění holobrádci (árie Questi amanti, affettati, svenevoli).
(2. obraz – Ulice) Do Lisabonu se vrátil Gianninin bratr Brigantino, potulný prodavač tretek a zaručených medicín (árie Che bella vita al mondo). Poté se poznává s hrabětem Brocolim a ihned mu před donem Pubblikem lichotí jako výtečníkovi, jemuž nedokázala odolat žádná žena v Evropě. Hned oběma pánům nabízí magický prášek, který způsobí, že se do nich kterákoli žena zamiluje. Ať to vyzkouší, ale musí předstírat nezájem – například šňupat tabák nebo si prozpěvovat – a kýžená kráska je bude zahrnovat láskou. Hrabě i don Pubblico se chystají vyzkoušet prášek na Giannině (tercet Ah! per voi, mio bel tesoro).
(3. obraz – Vnitřek kavárny) Figaro žárlí na Giannininy obdivovatele a žehrá na tyranskou lásku (árie Tacete almen per poco). Brigantino vstupuje a nabízí své zboží hostům. Giannina ho poznává a oba se objímají štěstím z překvapivého shledání – k nelibosti Figara, který neví, že se jedná o sourozence (tercet Pomata di Fiorenza). Hrabě Brocoli a don Pubblico chtějí vyzkoušet, zda prášek na Gianninu zabere (duet Ecco il caro, il dolce loco). Brigantino ihned sestru zasvětí so triku, který na nápadníky zahrál. Giannina proto raje náhlou lásku k oběma a oni ji podle pokynů ignorují, šňupajíce a trylkujíce. Scénu sledují s rozhořčením Figaro a Eugenia, zatímco Brigantino a Lisetta se jí baví (finále Ah Giannina – mia carina … Oh che matti da bastone … Ah! che dal ridere).

### 2. dějství
(1. obraz – Zahrada) Hrabě Brocoli o samotě prohlašuje dona Pubblica za blázna, ale sebe také. Stojí za to tolik usilovat o jednu ženu, když jsou všechny nevěrné? (árie Donne belle, voi avete). Eugenia se stále snaží získat zpět lásku hraběte, ale je otevřena i záložním možnostem. Prozrazuje svou totožnost Giannině a žádá ji o pomoc. Jejich sesterské objetí opět rozladí Figara. Ten vyvolá scénu se svou zaměstnavatelkou, přičemž Giannina a Brigantino se shodnou, že se žárlivostí pomátl (tercet È questa dunque, o perfida). Figaro uteče a Lisetta Gianninu varuje, že by mohl definitivně odejít, ale ta si nedělá starosti – zamilovaní muži se nedostanou daleko.
Hrabě přibíhá, aby prozradil, jakou lest přichystal jeho sok don Pubblico. Na Brigantinovu radu chce předstírat, že z nešťastné lásky vypil jed, a získat tak Gianninin soucit. Skutečně sem Brigantino přivádí dona Pubblica, který má zdá se smrt na jazyku. Giannina předstírá zoufalství, posílá pro lékaře a je prý ochotna splnit Pubblicovo poslední přání a na smrtelné posteli se za něj vdát (scéna Si mora, sì, si mora). Neočekávaně přichází lékař (Brigantino v přestrojení) doprovázen zvědavci, kteří přinášejí velké necky, do kterých vzpouzejícího se dona Pubblica ponoří, aby se uzdravil „magnetickou koupelí“. Don Pubblico se může zachránit jen tvrzením, že léčba zabrala. Giannina nejprve vyjadřuje nadšení a lásku, pak však ale přetvářku odhodí. Všichni se donu Pubblicovi vysmějí a odnášejí ho v neckách (scéna Eccovi il medico). Hrabě Brocoli pak prosí Lisettu o pomoc u Gianniny a ta mu ji naoko slibuje, přestože už ví, že její paní a Eugenia chystají hraběti uštědřit podobnou lekci.
Figaro se vrací v honosném oděv, avšak se zlomeným srdcem (árie Ah che più ben no spero). Loučí se srdceryvně s přelétavou Gianninou a nedbá jejích proseb, aby zůstal. Zanechává jí list a schránku; ve schránce je skvostný náhrdelník a z listu vyplývá, že Figaro je ve skutečnosti bohatý španělský grand, který pracoval v Gianninině kavárně z lásky k ní. To ovšem mění situaci. Giannina k němu ihned zahoří upřímnou láskou a hodlá být jeho ženou. Vypráví o tom bratrovi a Brigantino se raduje. Bude následovat svou sestru ke dvoru a tam jistě získá nějakou urozenou a bohatou nevěstu, jakmile na ni vytáhne svůj šarm – který ihned Giannině předvádí (duet Bel visetto, ah! tu non sai).
(2. obraz – Pokoj) Eugenia se nedokáže vyznat ve svých citech a nedočkavě očekává Giannininu intervenci (árie Non saprei dir se sia). Ta jí představuje a doporučuje svého bratra. Všichni se chystají na odchod do Španělska, včetně věrné Lisetty. Giannina neví, zda má věřit svému štěstí, ale je si jista Figarovou počestností (árie Quando mai di tanto affetto). Její číšníci se s ní přicházejí rozloučit (sbor Giannina, e perchè mai … In seno alla calma).
Lisetta uděluje mužům obecnou radu: ať více věří slovům duchaplné, světaznalé ženy; řada unylých, navenek ctnostných krásek mluví o lásce a v srdci má klam (árie Di certe faccie stupide). 
(3. obraz – Ulice) Hrabě Brocoli potkává dona Pubblica a radí mu, že na běhání za ženami je už příliš starý. Don Pubblico ho častuje šťavnatými nadávkami a vrací se do Giannininy kavárny. Giannina, Lisetta a Eugenia přicházejí v maskách a zpívají píseň popisující románek hraběte a Eugenie. Na konci se Eugenia odmaskuje a hrabě ji prosí o odpuštění (kvartet Il caro mio tesoro).
Přibíhá don Pubblico, kterého pronásleduje Figaro, protože prý urazil jeho nevěstu. Giannina sice Figarovi odebere meč, ale nato vytáhne na dona Pubblica pistoli. Když vystřelí do vzduchu, všichni se zděsí. Nyní se Giannina rovněž odmaskovává a spočine v objetí s Figarem. Dává za vyučenou donu Pubblicovi i hraběti. Eugenia navíc přijímá její nabídku, nechává hraběte být a zaslibuje se Brigantinovi. Poražení nápadníci reptají a všichni ostatní se veselí nad šťastným vyústěním všech léček a maškarád (finále Ajuto, ajuto … Ahimè! che colpo orribile … Per lei, signor contino … Fù curioso l'accidente).